# 安卡拉特拉山

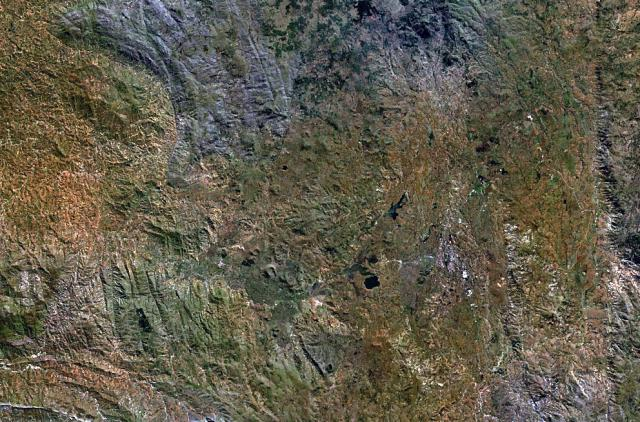
安卡拉特拉山景觀照

安卡拉特拉山是馬達加斯加的火山，位於首都塔那那利佛西南約50公里，在安齊拉貝附近有溫泉活動，火山爆發形成數個火山湖，最高點海拔高度2,642米。
19°25′S 47°12′E / 19.417°S 47.200°E